# آنا ماریا رومرو
آنا ماریا رومرو د کامپرو (۲۹ ژوئن ۱۹۴۱ – ۲۶ اکتبر ۲۰۱۰) روزنامه‌نگار، نویسنده، فعال و یکی از چهره‌های تأثیرگذار بولیوی بود. او اولین مدافع حقوق بشر (Defensor del Pueblo) بولیوی (۱۹۹۸–۲۰۰۳) و رئیس مجلس سنای بولیوی در زمان مرگش بود. آنا ماریا رومرو زندگی خود را وقف ترویج دموکراسی و حقوق بشر، به ویژه برای افراد محروم در جامعه بولیوی، کرد.

## خانواده و سال‌های اولیه زندگی
آنا ماریا رومرو د کامپرو در لاپاز (بولیوی) در خانواده‌ای متوسط و با ایده‌های لیبرال به دنیا آمد. او به نام آنا ماریا د لاس نیوس (آنا ماریا برف‌ها) تعمید یافت، به دلیل برف‌طوفانی غیرمعمول که در روز تولدش رخ داد. با این حال، در طول زندگی و فعالیت‌های عمومی‌اش از نام‌های مختلفی استفاده می‌کرد که آنها را این‌گونه توضیح می‌داد: آنا ماریا رومرو، نام اصلی‌اش؛ آنا ماریا رومرو د کامپرو، نام پس از ازدواج و نامی که در کارت هویت او ثبت شده بود؛ آنا ماریا کامپرو، نام ژورنالیستی او؛ و آنامار، نام مستعارش.
بخشی از دوران کودکی آنا ماریا رومرو د کامپرو همراه با خواهر و برادرانش تحت مراقبت مادربزرگ پدری‌اش سپری شد. مادربزرگی که شخصیت قوی، استقامت و انضباط شدید او تأثیر عمیقی بر تربیت آنا ماریا گذاشت. در عین حال، دوران کودکی او به شدت تحت تأثیر فراز و نشیب‌های سیاسی بولیوی قرار گرفت. پدرش، گونزالو رومرو، یکی از چهره‌های برجسته حزب فالانژ سوسیالیست بولیوی (FSB) بود؛ جنبشی سیاسی که پس از انقلاب آوریل ۱۹۵۲ به اپوزیسیون پیوست و تحت آزار و اذیت سیاسی رژیم حاکم قرار گرفت.
خانواده پدری آنا ماریا رومرو د کامپرو از شهر سینتی در منطقه‌ای روستایی در جنوب بولیوی بودند. او در دوران کودکی بارها به آنجا سفر می‌کرد و به‌دلیل زیبایی‌های طبیعی آن منطقه، علاقه داشت این خاطرات را یادآوری کند. پدربزرگ و جد پدری او نیز در حوزه دیپلماسی، روزنامه‌نگاری و سیاست فعالیت داشتند.
آنا ماریا رومرو د کامپرو تحصیلات خود را در مدرسه قلب مقدس در شهر لاپاز و مدرسه کاتولیک ایرلندی در کوچابامبا گذراند. او به مدت یک سال در کوچابامبا زندگی کرد، زمانی که پدرش به تبعید رفت. آنا ماریا با باورهای محکم و جذابیت بسیار، مهارت‌های رهبری خود را از دوران دانشجویی نشان داد. او بین سال‌های ۱۹۶۸ تا ۱۹۷۰ به‌عنوان رئیس مرکز دانشجویی روزنامه‌نگاری دانشگاه کاتولیک انتخاب شد.
در سال ۱۹۶۱، آنا ماریا رومرو با فرناندو آ. کامپرو پرودنسیو ازدواج کرد، ازدواجی که تا زمان مرگ او به مدت ۴۹ سال ادامه یافت. او همواره از همسرش به‌عنوان فردی خودساخته یاد می‌کرد که از زمان خود جلوتر بود و او را در رشد حرفه‌ای و فکری‌اش حمایت می‌کرد.
این ازدواج و مادر شدن او برای سه فرزند، مانع از تکمیل تحصیلات دانشگاهی‌اش نشد. او موفق شد حرفه‌ای برجسته در روزنامه‌نگاری ایجاد کند و در عرصه‌های عمومی درخشان ظاهر شود، حتی در دوره‌ای که این فعالیت‌ها عمدتاً توسط مردان انجام می‌شد.

## تحصیلات دانشگاهی و روزنامه‌نگاری
آنا ماریا رومرو د کامپرو از کودکی خواننده‌ای مشتاق بود و در کتابخانه بزرگ خانواده پدری خود که شامل آثاری در زمینه‌های ادبیات، سیاست و فلسفه بود، به مطالعه می‌پرداخت. این کتابخانه تأثیر بسزایی در شکل‌گیری علاقه او به روزنامه‌نگاری داشت. محیط خانوادگی و تشویق عموی او، کارلوس رومرو، که وکیل و روزنامه‌نگار بود، الهام‌بخش او برای آغاز حرفه روزنامه‌نگاری شد. او این حرفه را پس از تولد دو فرزند نخست خود آغاز کرد.
آنا ماریا رومرو د کامپرو به مدت سه دهه در عرصه روزنامه‌نگاری فعالیت کرد و در طول حرفه خود مسئولیت‌ها و موقعیت‌های متنوعی را بر عهده داشت. او به‌عنوان خبرنگار، ستون‌نویس و خبرنگار بین‌المللی در بولیوی و خارج از کشور فعالیت می‌کرد.
او در سال ۱۹۷۶ در رشته روزنامه‌نگاری از دانشگاه کاتولیک بولیوی فارغ‌التحصیل شد. بعداً در سال ۱۹۸۵ دوره‌هایی در زمینه الهیات در دانشگاه جرج‌تاون واقع در واشنگتن دی‌سی ایالات متحده گذراند.